# Yvonne Ducksworth

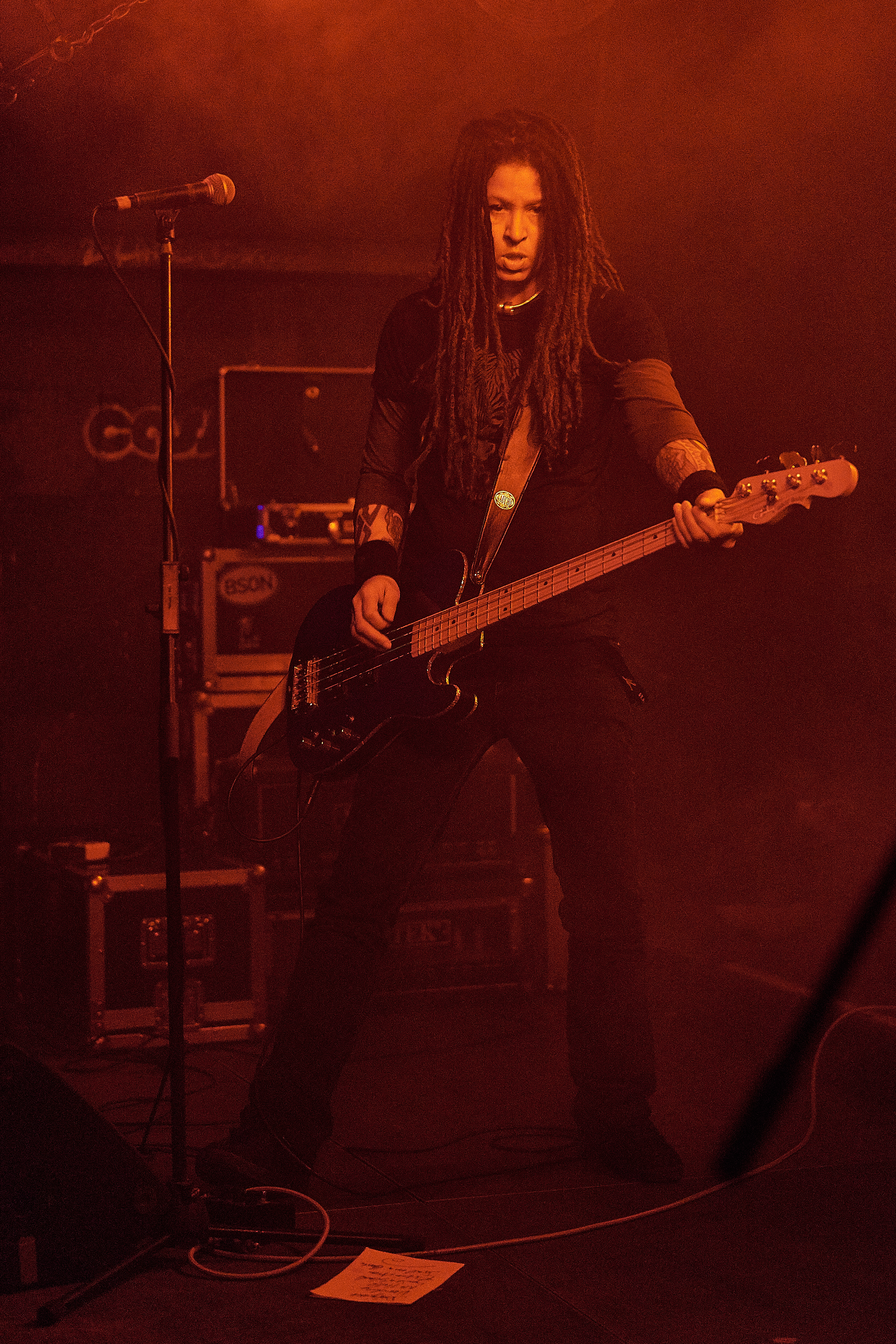
Ducksworth live mit Treedeon in Berlin, 2016

Yvonne Ducksworth (* 27. April 1966 in Burlington, Ontario) ist eine kanadische Sängerin, Schauspielerin und Moderatorin. Sie lebt in Berlin.

## Leben
Während ihrer Jugend in den Vereinigten Staaten verkehrte Yvonne Ducksworth in der Punk- und Hardcore-Szene im French Quarter in New Orleans, Louisiana und in Austin, Texas, indem sie mit Freunden in einem Skatepark verweilte und Konzerte von Black Flag und Minor Threat in kleinen Musikclubs besuchte. Ihre Mutter war Studentin von Theaterlehrer Lee Strasberg und ihr Vater war Jazz-Musiker. Bei ihrer Geburt waren ihre Eltern nicht verheiratet. Ein von ihr damals in New Orleans häufig aufgesuchtes Stammlokal trug den Namen Rose Tattoo. Bei ihrer musikalischen Sozialisation übte zudem der Deutschpunk-Musiksampler Soundtracks zum Untergang, auf dem deutsche Punk-Bands wie Slime zu hören sind, großen Einfluss auf Yvonne Ducksworth aus. Als sie mit dem Sänger Mike Williams von EyeHateGod sowie den Misfits, die ihr typisches Bühnenoutfit mit weißem Make-up trugen, und den Necros nach einem Misfits-Konzert in New Orleans nachts den Friedhof Saint Louis Cemetery Nr. 2 besichtigte, geriet die vielköpfige Gemeinschaft in eine Polizeikontrolle, woraufhin Yvonne Ducksworth für einen Tag in Gewahrsam genommen und anschließend in ein Gefängnis überstellt wurde, wo sie mit dem Strahl aus einem Wasserschlauch gewaschen wurde. Ein prägendes Erlebnis, das darfür sorgte, dass sich Yvonne Ducksworth für Politik zu interessieren begann, war in den 1980er Jahren, als die Reagan-Regierung das kostenfreie Mittagessen in der Mensa der Magnetschule mit Schwerpunkt Theaterwissenschaft, die Ducksworth besuchte, abschaffte und man dort fortan für Speisen bezahlen musste. Während schwieriger Lebensphasen musste Ducksworth, die zeitweise in einer Pflegefamilie aufwuchs, auf der Couch bei Freunden übernachten.
Als Teenager zog sie mit den Eltern nach Hanau bei Frankfurt am Main. In der Frankfurter Szene hielt sie sich überwiegend zwischen dem Stadtteil Sachsenhausen und dem Hauptbahnhof auf und unternahm den Versuch, mit Darts-Spielen etwas Geld zu verdienen. Schließlich zog sie 1983 alleine nach Berlin-Kreuzberg. 1986 war sie Sängerin der Berliner Hardcore-Bands Combat Not Conform und Manson Youth. 1987 gründete sie mit den Gitarristen Sepp Ehrensberger und Tom Schwoll, dem Bassisten Henning Menke und dem Drummer Steve Hahn die Punk/Metal-Band Jingo de Lunch. Mit Ducksworth als Sängerin veröffentlichte die Band bis 1996 fünf Alben und diverse EPs und Compilations. Wegen ihres weiblichen Geschlechts und ihrer dunklen Hautfarbe erfuhr Ducksworth häufig Diskriminierung und Rassismus.
Als Darstellerin wirkte sie mehrfach in Filmen der kanadischen Regisseurin Penelope Buitenhuis mit, in den Kurzfilmen They Shoot Pigs Don’t They? (1989) und LLaw (1990). In Buitenhuis’ erstem Spielfilm Trouble (1993) verkörperte sie die Hauptrolle, eine Musikerin namens Jonnie, die aktiv in der politischen Hausbesetzerszene Kreuzbergs ist und mit ihrer Band Jello Belly für den Erhalt des alternativen Zentrums „Rockhaus“ kämpft. Der Film lief am 23. März 1993 im ZDF in der Reihe Das kleine Fernsehspiel und ist inzwischen als DVD erhältlich.
Ab 1994 moderierte sie zusammen mit TV-Moderator Adam Turtle die Fernsehsendung „Metalla“ auf dem damals neuen Musiksender Viva. Die Sendung zeigte Videoclips und Reportagen rund um Heavy Metal, Hardcore und Punk.
Im Jahr 1996 lösten sich Jingo de Lunch auf. Ducksworth zog nach Phoenix, Arizona, wo sie von 2004 bis 2007 am South Mountain Community College Telekommunikationstechnik studierte. Im selben Jahr sprach sie an der Seite von Blixa Bargeld und John Peel in dem Hörspiel Radio Inferno von Andreas Ammer und FM Einheit die Rolle der Hölle.
Im August 2006 spielten Jingo de Lunch zwei ausverkaufte Reunion-Konzerte im Berliner White Trash Fast Food. Seit 2007 tourte die Band wieder regelmäßig und veröffentlichte neues Material, auch Ducksworth lebte seit 2007 wieder in Berlin. 2012 löste sich die Band erneut auf. Seit 2013 spielt Ducksworth in der Sludge-/Doom-Metal-Band Treedeon. Am 17. März 2023 veröffentlichten Treedeon das Album New World Hoarder .
Yvonne Ducksworth ist passionierte Motorradfahrerin und Mitglied in der weiblichen Biker-Vereinigung The Petrolettes. Sie fährt eine Harley-Davidson FXDBI.